# Comuna Pajusi
Pajusi este o comună (vald) din Comitatul Jõgeva, Estonia.
Are în componență 23 de sate.
Reședința comunei este satul Kalana.

## Localități componente

### Sate
- Aidu
- Kaave
- Kalana
- Kauru
- Kose
- Kõpu
- Kõrkküla
- Lahavere
- Loopre
- Luige
- Mõisaküla
- Mõrtsi
- Nurga
- Pajusi
- Pisisaare
- Sopimetsa
- Tapiku
- Tõivere
- Uuevälja
- Vorsti
- Vägari
- Väljataguse